# L'Étranger en moi
Pour plus de détails, voir Fiche technique et Distribution.
L'Étranger en moi (Das Fremde in mir) est un film allemand, réalisé par Emily Atef, sorti en 2008. Il aborde le sujet de la dépression postnatale. 

## Synopsis
Un couple attend avec bonheur la naissance de leur premier enfant, mais dès la naissance de celui-ci, la jeune mère perd pied et sombre dans le désespoir.

## Fiche technique
- Titre original : Das Fremde in mir
- Réalisation : Emily Atef
- Scénario : Esther Bernstorff et Emily Atef
- Photographie : Henner Besuch
- Musique : Manfred Eicher
- Montage : Béatrice Babin
- Décors : Annette Lofy
- Durée : 99 min

## Distribution
- Susanne Wolff : Rebecca Seidel
- Johann Von Bülow : Julian Seidel
- Maren Kroymann : Lore, la mère de Rebecca
- Judith Engel : Elise Seidel, la sœur de Julian
- Hans Diehl : Bernhard Seidel, le père de Julian
- Herbert Fritsch : Docteur Borner, le psychologue
- Klaus Pohl (de) : Theo
- Dörte Lyssewski : Agnes
- Brigitte Zeh : Katja

## Distinctions
- Prix du public Cinémascience 2009[1]